# Parigi-Roubaix 2004
La Parigi-Roubaix 2004, centoduesima edizione della corsa e valida come terzo evento della Coppa del mondo di ciclismo su strada 2004, fu disputata l'11 aprile 2004, per un percorso totale di 261 km. Fu vinta dallo svedese Magnus Bäckstedt, al traguardo con il tempo di 6h40'26" alla media di 39.108 km/h.
Partenza a Parigi con 177 corridori di cui 93 portarono a termine il percorso.

## Squadre e corridori partecipanti
| N.      | Cod. | Squadra                           |
| ------- | ---- | --------------------------------- |
| 1-8     | LOT  | Lotto-Domo                        |
| 11-18   | SAE  | Saeco Macchine per Caffè          |
| 21-28   | TMO  | T-Mobile Team                     |
| 31-38   | FAS  | Fassa Bortolo                     |
| 41-48   | RAB  | Rabobank                          |
| 61-68   | USP  | US Postal Service p/b Berry Floor |
| 71-78   | QSD  | Quick Step-Davitamon              |
| 81-88   | PHO  | Phonak Hearing Systems            |
| 91-98   | GST  | Gerolsteiner                      |
| 101-108 | CHO  | Chocolade Jacques-Wincor          |
| 111-118 | ALB  | Alessio-Bianchi                   |
| 121-128 | CSC  | Team CSC                          |

| N.      | Cod. | Squadra                  |
| ------- | ---- | ------------------------ |
| 131-138 | BLB  | Brioches La Boulangère   |
| 141-148 | IBB  | Illes Balears-Banesto    |
| 151-158 | LST  | Liberty Seguros          |
| 161-168 | FDJ  | fdjeux.com               |
| 171-178 | MRB  | Mr Bookmaker.com-Palmans |
| 181-188 | A2R  | AG2R Prévoyance          |
| 191-198 | LAN  | Landbouwkrediet-Colnago  |
| 201-208 | C.A  | Crédit Agricole          |
| 211-218 | LAM  | Lampre                   |
| 221-228 | BGL  | Bankgiroloterij          |
| 231-238 | RAG  | RAGT Semences-MG Rover   |
| 241-248 | DVE  | Domina Vacanze           |

## Resoconto degli eventi
Gara caratterizzata da diversi tentativi di fuga sempre rientrati, lo strappo decisivo fu portato a 14 chilometri dalla conclusione su un tratto di pavé da Johan Museeuw e con lui riuscirono a rimanere anche Magnus Bäckstedt, Tristan Hoffman, Roger Hammond e Fabian Cancellara. Sul successivo tratto di pavé forò Museeuw e fu costretto a perdere contatto dagli altri quattro che così arrivano insieme al velodromo.
Il primo che prova a lanciare una volata lunga è Cancellara, ma viene superato di forza dallo svedese che riesce così a tagliare per primo il traguardo.

## Ordine d'arrivo (Top 10)
| Pos. | Corridore         | Squadra         | Tempo    |
| ---- | ----------------- | --------------- | -------- |
| 1    | Magnus Bäckstedt  | Alessio-Bianchi | 6h40'26" |
| 2    | Tristan Hoffman   | Team CSC        | s.t.     |
| 3    | Roger Hammond     | Mr Bookmaker    | s.t.     |
| 4    | Fabian Cancellara | Fassa Bortolo   | s.t.     |
| 5    | Johan Museeuw     | Quick Step      | a 17"    |
| 6    | Peter Van Petegem | Lotto-Domo      | s.t.     |
| 7    | Léon van Bon      | Lotto-Domo      | a 29"    |
| 8    | George Hincapie   | US Postal       | s.t.     |
| 9    | Tom Boonen        | Quick Step      | s.t.     |
| 10   | Frank Høj         | Team CSC        | s.t.     |